# La Hoya (Salamanca)
La Hoya ist ein Ort und eine westspanische Gemeinde (municipio) mit 30 Einwohnern (Stand: 2024) in der Provinz Salamanca in der Autonomen Region Kastilien-León.

## Lage
La Hoya liegt etwa 75 Kilometer südlich von Salamanca und etwa 200 Kilometer westlich von Madrid in einer Höhe von ca. 1240 m. Im Süden der Gemeinde findet sich die Bergkette der Sierra de Béjar mit dem teilweise zum Gemeindegebiet gehörenden Skigebiet La Covatilla (mit einer Höhe von maximal 2368 m).
Das Klima im Winter ist kühl, im Sommer dagegen durchaus warm; die Niederschlagsmengen fallen – mit Ausnahme der nahezu regenlosen Sommermonate – verteilt übers ganze Jahr.

## Bevölkerungsentwicklung
| Jahr      | 1970 | 1981 | 1991 | 2001 | 2011 | 2021 |
| Einwohner | 84   | 45   | 24   | 27   | 48   | 29   |

Der deutliche Bevölkerungsrückgang seit den 1950er Jahren ist im Wesentlichen auf die Mechanisierung der Landwirtschaft sowie auf die Aufgabe von bäuerlichen Kleinbetrieben und den damit einhergehenden Verlust an Arbeitsplätzen zurückzuführen (Landflucht).

## Sehenswürdigkeiten
- Heilig-Geist-Kirche (Iglesia de Espiritu Santo)

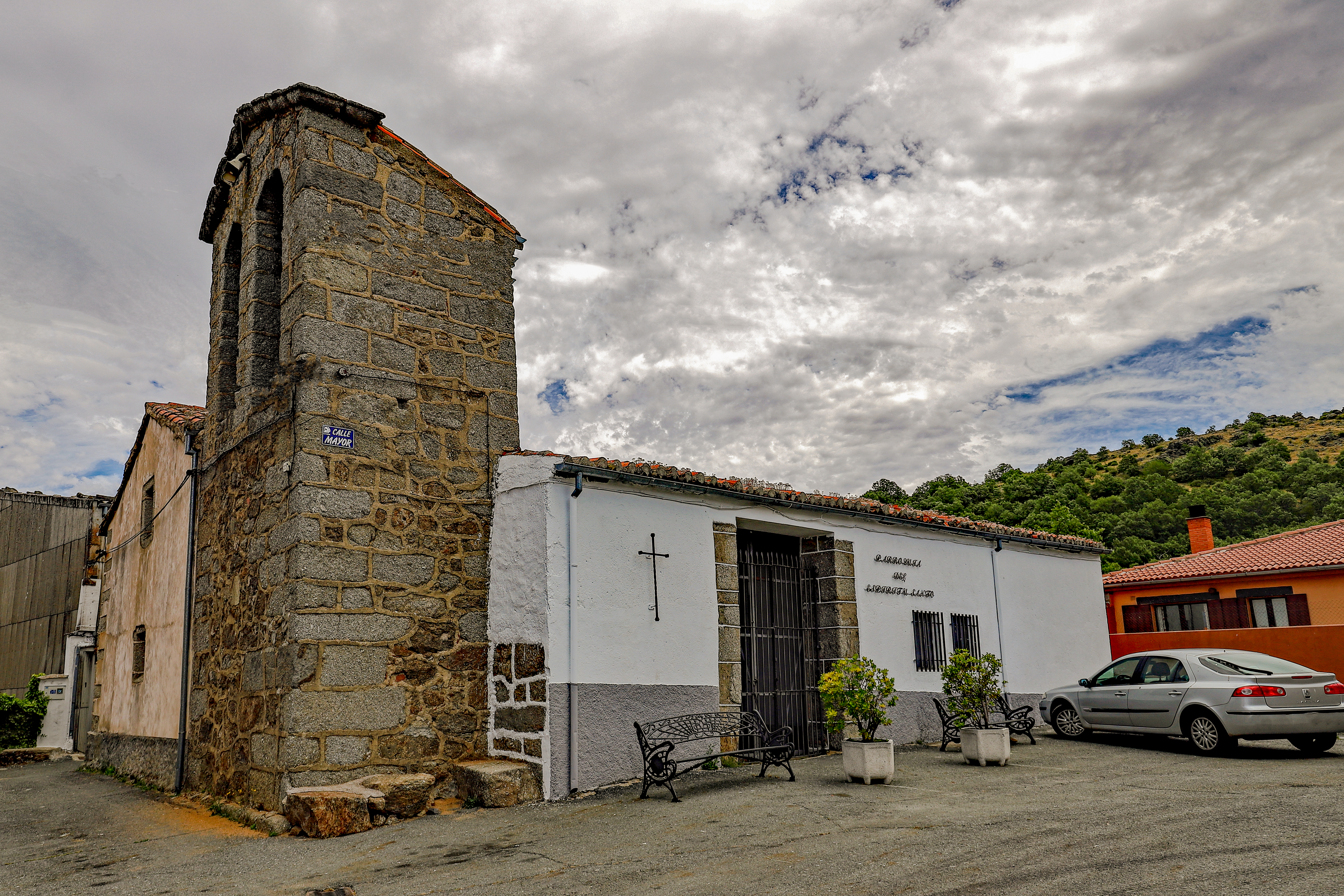
Glockenturm der Antoniuskirche
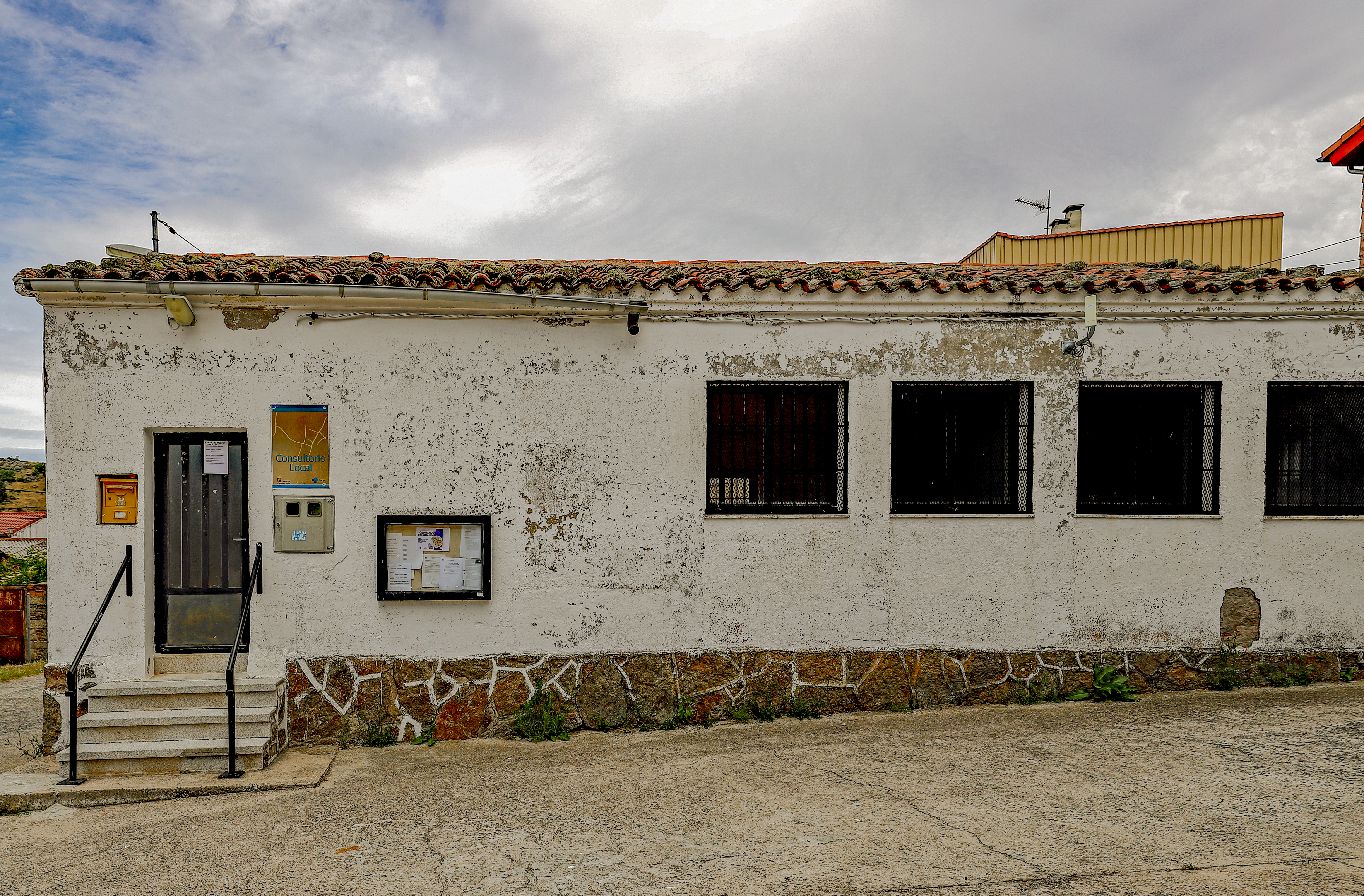
Rathaus